# Jamaicapetrell
Jamaicapetrell (Pterodroma caribbaea) är en akut hotad eller troligen utdöd fågel i familjen stormfåglar inom ordningen petrellfåglar.

## Utseende
Jamaicapetrellen är, eller var, en 40 centimeter lång medelstor petrell. I proportionerna är den mycket lik karibpetrellen, men är genomgående enhetligt sotbrun med gräddfärgade övre stjärttäckare. Näbb och fötter är svarta.

## Läten
Lätena är okända.

## Utbredning och systematik
Jamaicapetrellens enda konstaterade häckplatser är i Blue Mountains och John Crow Mountains på Jamaica, därav det svenska trivialnamnet. Den kan också ha häckat på Dominica och Guadeloupe. Arten betraktades ofta tidigare som en underart till karibpetrell.

## Levnadssätt
Jamaicapetrellen har tidigare noterats häcka över 1000 meters höjd i klippskrevor och hålutrymmen under träd som den besöker nattetid. Parning skedde mellan oktober och december medan ungarna blev flygga i maj. Fågeln antas födosöka från skymning till gryning likt nära släktingen karibpetrellen.

## Status
Jamaicapetrellen är troligen utdöd och har inte observerats med säkerhet sedan 1879. IUCN kategoriserar ändå arten som akut hotad eftersom nattlevande petreller är notoriskt svåra att upptäcka.